# Saison 2022 des Giants de New York
Chronologie
Précédent Suivant
La saison 2022 des Giants de New York est la 98e saison de la franchise au sein de la National Football League.
Il s'agit de la 13e saison jouée au MetLife Stadium à East Rutherford dans le New Jersey, la 1re sous la direction de l'entraîneur principal Brian Daboll et la 1re sous la direction du manager général Joe Schoen (en) ayant respectivement remplacés Joe Judge (en) et Dave Gettleman (en) remerciés fin décembre 2021
La saison 2022 est également la 3e comme titulaire au poste de quarterback de Daniel Jones, celui-ci ayant été acquis au premier tour de la draft 2019.
Avec un bilan en saison régulière de 9-7-1, les Giants améliorent leur bilan de 4-13 de la saison 2021 et se qualifient pour la série éliminatoire (dernière participation en 2016). Ils sont éliminés en tour de division par les Eagles de Philadelphie après avoir battu les Vikings du Minnesota en tour de wild card.

## Free Agency

### Giants de 2021
|  | Giants resigné par les Giants     |
|  | Joueur non resigné par les Giants |

| Poste | Joueur              | Statut | Équipe en 2022                     | Date    | Contrats                  |
| ----- | ------------------- | ------ | ---------------------------------- | ------- | ------------------------- |
| QB    | Jake Fromm          | ERFA   |                                    |         |                           |
| OT    | Kyle Murphy         | ERFA   |                                    |         |                           |
| S     | J. R. Reed          | ERFA   | Broncos de Denver                  | 21 mars | 1 an                      |
| WR    | David Sills         | ERFA   | Giants de New York                 | 11 mars | 1 an, 825 000 $           |
| CB    | Jarren Williams     | ERFA   | Giants de New York                 | 16 mars | 1 an, 825 000 $           |
| FB    | Cullen Gillaspia    | RFA    |                                    |         |                           |
| DB    | Joshua Kalu         | RFA    |                                    |         |                           |
| S     | Steven Parker       | RFA    |                                    |         |                           |
| WR    | C. J. Board         | UFA    | Giants de New York                 | 14 mars | 1 an, 965 000 $           |
| LB    | Lorenzo Carter      | UFA    | Falcons d'Atlanta                  | 22 mars | 1 an, 3,5 millions de $   |
| CB    | Keion Crossen       | UFA    | Dolphins de Miami                  | 17 mars | 3 ans, 10,5 millions de $ |
| OT    | Korey Cunningham    | UFA    | Giants de New York                 | 17 mars | 1 an, 1,06 million de $   |
| S     | Nate Ebner          | UFA    |                                    |         |                           |
| TE    | Evan Engram         | UFA    | Jaguars de Jacksonville            | 16 mars | 1 an, 9 millions de $     |
| QB    | Mike Glennon        | UFA    |                                    |         |                           |
| G     | Will Hernandez      | UFA    | Cardinals de l'Arizona             | 28 mars | 1 an                      |
| NT    | Austin Johnson      | UFA    | Chargers de Los Angeles            | 16 mars | 2 ans, 14 millions de $   |
| LS    | Casey Kreiter       | UFA    | Giants de New York                 | 21 mars | 1 an, 1,035 million de $  |
| LB    | Benardrick McKinney | UFA    |                                    |         |                           |
| FB    | Elijhaa Penny       | UFA    |                                    |         |                           |
| S     | Jabrill Peppers     | UFA    | Patriots de la Nouvelle-Angleterre | 30 mars | 1 an, 2 millions de $     |
| WR    | Dante Pettis        | UFA    |                                    |         |                           |
| C     | Billy Price         | UFA    |                                    |         |                           |
| LB    | Reggie Ragland      | UFA    |                                    |         |                           |
| WR    | John Ross           | UFA    |                                    |         |                           |
| NT    | Danny Shelton       | UFA    |                                    |         |                           |
| C     | Matt Skura          | UFA    |                                    |         |                           |
| LB    | Jaylon Smith        | UFA    |                                    |         |                           |
| OT    | Nate Solder         | UFA    |                                    |         |                           |
| TE    | Levine Toilolo      | UFA    |                                    |         |                           |

### Joueurs arrivant en 2022
| Poste | Joueur                 | Âge | Équipe en 2021           | Contrat                  |
| ----- | ---------------------- | --- | ------------------------ | ------------------------ |
| TE    | Jordan Akins           | 30  | Texans de Houston        | 1 an                     |
| RB    | Matt Breida            | 27  | Bills de Buffalo         | 1 an, 1,035 million de $ |
| G     | Jamil Douglas (en)     | 30  | Commanders de Washington | 1 an, 1,035 million de $ |
| NT    | Justin Ellis (en)      | 31  | Ravens de Baltimore      | 1 an, 1,12 million de $  |
| G     | Jon Feliciano (en)     | 30  | Bills de Buffalo         | 1 an, 1,15 million de $  |
| WR    | Robert Foster (en)     | 27  | Cowboys de Dallas        | 1 an, 965 000 $          |
| OT    | Max Garcia (en)        | 30  | Cardinals de l'Arizona   | 1 an, 1,12 million de $  |
| G     | Mark Glowinski (en)    | 29  | Colts d'Indianapolis     | 3 ans, 20 millions de $  |
| OT    | Matt Gono (en)         | 25  | Falcons d'Atlanta        | 1 an, 1,035 million de $ |
| WR    | Richie James (en)      | 26  | 49ers de San Francisco   | 1 an, 965 000 $          |
| QB    | Tyrod Taylor           | 32  | Texans de Houston        | 2 ans, 17 millions de $  |
| TE    | Ricky Seals-Jones (en) | 27  | Commanders de Washington | 1 an, 1,188 million de $ |
| DE    | Jihad Ward (en)        | 27  | Jaguars de Jacksonville  | 1 an, 1.188 million de $ |

### Mouvements internes
| Poste | Joueur               | Note                          |
| ----- | -------------------- | ----------------------------- |
| WR    | Sterling Shepard     | 1 an, 1,5 million de $        |
| LB    | Blake Martinez       | 1 an, 1,25 million de $       |
| K     | Graham Gano          | Restructuré pour le cap space |
| K     | Adoree' Jackson (en) | Restructuré pour le cap space |

| Poste | Joueur               | Note                   |
| ----- | -------------------- | ---------------------- |
| RB    | Devontae Booker (en) | Libéré                 |
| P     | Riley Dixon (en)     | Libéré                 |
| TE    | Kyle Rudolph         | Libéré                 |
| S     | Logan Ryan           | Libéré                 |
| TE    | Kaden Smith (en)     | Contrat cassé (waived) |

| Poste | Joueur                    | Note                    |
| ----- | ------------------------- | ----------------------- |
| WR    | Alex Bachman (en)         | Réserve/contrat à terme |
| LB    | Omari Cobb (en)           | Réserve/contrat à terme |
| P     | Jamie Gillan (en)         | Réserve/contrat à terme |
| OT    | Devery Hamilton           | Réserve/contrat à terme |
| LB    | Trent Harris (en)         | Réserve/contrat à terme |
| TE    | Jake Hausmann (en)        | Réserve/contrat à terme |
| OLB   | Niko Lalos (en)           | Réserve/contrat à terme |
| QB    | Brian Lewerke (en)        | Réserve/contrat à terme |
| OT    | Roy Mbaeteka              | Joueur international    |
| DT    | David Moa (en)            | Réserve/contrat à terme |
| TE    | Chris Myarick (en)        | Réserve/contrat à terme |
| WR    | Austin Proehl (en)        | Réserve/contrat à terme |
| WR    | Travis Toivonen           | Réserve/contrat à terme |
| QB    | Davis Webb (en)           | Réserve/contrat à terme |
| RB    | Antonio Williams (en)     | Réserve/contrat à terme |
| RB    | Sandro Platzgummer (Int.) | Re-signé                |

## Draft 2022
| Tour | Sélection | Joueur                 | Postes             | Équipes universitaires           |
| ---- | --------- | ---------------------- | ------------------ | -------------------------------- |
| 1    | 5         | Kayvon Thibodeaux      | Outside Linebacker | Ducks de l'Oregon                |
| 1    | 7         | Evan Neal              | Offensive tackle   | Crimson Tide de l'Alabama        |
| 2    | 43        | Wan'Dale Robinson (en) | Wide receiver      | Wildcats du Kentucky             |
| 3    | 67        | Joshua Ezeudu (en)     | Offensive guard    | Tar Heels de la Caroline du Nord |
| 3    | 81        | Cordale Flott (en)     | Cornerback         | Tigers de LSU                    |
| 4    | 112       | Daniel Bellinger (en)  | Tight end          | Aztecs de San Diego State        |
| 4    | 114       | Dane Belton (en)       | Safety             | Hawkeyes de l'Iowa               |
| 5    | 146       | Micah McFadden (en)    | Linebacker         | Hoosiers de l'Indiana            |
| 5    | 147       | D. J. Davidson (en)    | Defensive tackle   | Sun Devils d'Arizona State       |
| 5    | 173       | Marcus McKethan (en)   | Offensive guard    | Tar Heels de la Caroline du Nord |
| 6    | 182       | Darrian Beavers (en)   | Linebacker         | Bearcats de Cincinnati           |

## L'encadrement
Le 10 janvier 2022, Dave Gettleman (en) démissionne du poste de directeur général après quatre saisons. Il avait notamment sélectionné lors des drafts, Saquon Barkley et Daniel Jones. Pour le remplacer, la franchise negage le 21 janvier 2022, Joe Schoen (en), ancien assistantdirecteur général des Bills de Buffalo.
Le 11 janvier 2022, les Giants remercient Joe Judge (en) qui occupait depuis deux saisons le poste d'entraineur principal et le remplace le 28 janvier 2022 par l'ancien coordinateur offensif des Bills de Buffalo, Brian Daboll.

## Les résultats

### Avant saison
| Semaines                                         | Dates   | Heures locales | Adversaires                          | Résultats  | Résultats | Lieux            | Résumés NFL.com/Statistiques |
| ------------------------------------------------ | ------- | -------------- | ------------------------------------ | ---------- | --------- | ---------------- | ---------------------------- |
| Semaines                                         | Dates   | Heures locales | Adversaires                          | Score      | Bilan     | Lieux            | Résumés NFL.com/Statistiques |
| 1                                                | 11 août | 19h00          | @ Patriots de la Nouvelle-Angleterre | G, 23 - 21 | 1 - 0     | Gillette Stadium | Résumé/Stats.                |
| 2                                                | 21 août | 19h00          | Bengals de Cincinnati                | G, 25 - 22 | 2 - 0     | MetLife Stadium  | Résumé/Stats.                |
| 3                                                | 28 août | 13h00          | @ Jets de New York                   | P, 27 - 31 | 2 - 1     | MetLife Stadium  | Résumé/Stats.                |
| Bilan de l'avant-saison : 2 victoires, 1 défaite |         |                |                                      |            |           |                  |                              |

### Saison régulière
La liste suivante indique les adverses des Giants pour la saison 2022.
| Catégories                                                           | À domicile                                                        | En déplacement                                                    |
| Adversaires de Division (NFC East)                                   | Cowboys de Dallas Eagles de Philadelphie Commanders de Washington | Cowboys de Dallas Eagles de Philadelphie Commanders de Washington |
| Adversaires de Conférence NFC (NFC North)                            | Bears de Chicago Lions de Détroit                                 | Packers de Green Bay Vikings du Minnesota                         |
| Adversaires de Conférence (basé sur le classement de la saison 2021) | Panthers de la Caroline                                           | Seahawks de Seattle                                               |
| Adversaire Interconférence (AFC South)                               | Texans de Houston Colts d'Indianapolis                            | Jaguars de Jacksonville Titans du Tennessee                       |
| 'Adversaire Interconférence (AFC North)                              | Ravens de Baltimore                                               | -                                                                 |

Le 4 mai, la NFL annonce que les Giants joueront le 9 octobre contre les Packers de Green Bay au Tottenham Hotspur Stadium de Londres dans le cadre de la série internationale. Les Packers sont considérés comme l'équipe jouant à domicile. Le coup d'envoi est prévu à 14 h 30 locales, le match étant retransmis par la NFL Network.
Le reste du programme a été dévoilé le 12 mai. Le jour des matchs des 15e et 18e semaines ne sont pas encore déterminés.
| Dates                                                                                | Stades                    | Matchs                     | Résultats  | Bilan de Division | Bilan global | Statistiques   |
| ------------------------------------------------------------------------------------ | ------------------------- | -------------------------- | ---------- | ----------------- | ------------ | -------------- |
| 11 septembre                                                                         | Nissan Stadium            | @ Titans du Tennessee      | G, 21 - 20 | 0 - 0             | 1 - 0        | Vidéo / Stats. |
| 18 septembre                                                                         | MetLife Stadium           | Panthers de la Caroline    | G, 19 - 16 | 0 - 0             | 2 - 0        | Vidéo / Stats. |
| 26 septembre                                                                         | MetLife Stadium           | Cowboys de Dallas          | P, 16 - 23 | 0 - 1             | 2 - 1        | Vidéo / Stats. |
| 2 octobre                                                                            | MetLife Stadium           | Bears de Chicago           | G, 20 - 12 | 0 - 1             | 3 - 1        | Vidéo / Stats. |
| 9 octobre                                                                            | Tottenham Hotspur Stadium | @ Packers de Green Bay     | G, 27 - 22 | 0 - 1             | 4 - 1        | Vidéo / Stats  |
| 16 octobre                                                                           | MetLife Stadium           | Ravens de Baltimore        | G, 24 - 20 | 0 - 1             | 5 - 1        | Vidéo / Stats. |
| 23 octobre                                                                           | TIAA Bank Field           | @ Jaguars de Jacksonville  | G, 23 - 17 | 0 - 1             | 6 - 1        | Vidéo / Stats. |
| 30 octobre                                                                           | Lumen Field               | @ Seahawks de Seattle      | P, 13 - 27 | 0 - 1             | 6 - 2        | Vidéo / Stats. |
| Semaine de repos                                                                     |                           |                            |            |                   |              |                |
| 13 novembre                                                                          | MetLife Stadium           | Texans de Houston          | G, 24 - 16 | 0 - 1             | 7 - 2        | Vidéo / Stats. |
| 20 novembre                                                                          | MetLife Stadium           | Lions de Détroit           | P, 18 - 21 | 0 - 1             | 7 - 3        | Vidéo / Stats. |
| 24 novembre                                                                          | AT&T Stadium              | @ Cowboys de Dallas        | P, 20 - 28 | 0 - 2             | 7 - 4        | Vidéo / Stats. |
| 4 décembre                                                                           | MetLife Stadium           | Commanders de Washington   | N, 20 - 20 | 0 - 1 - 2         | 7 - 1 - 4    | Vidéo / Stats. |
| 11 décembre                                                                          | MetLife Stadium           | Eagles de Philadelphie     | P, 22 - 48 | 0 - 1 - 3         | 7 - 1 - 5    | Vidéo / Stats. |
| 17/18 décembre                                                                       | FedEx Field               | @ Commanders de Washington | G, 20 - 12 | 1 - 1 - 3         | 8 - 1 - 5    | Vidéo / Stats. |
| 24 décembre                                                                          | U.S. Bank Stadium         | @ Vikings du Minnesota     | P, 24 - 27 | 1 - 1 - 3         | 8 - 1 - 6    | Vidéo / Stats. |
| 1er janvier                                                                          | MetLife Stadium           | Colts d'Indianapolis       | G, 38 - 10 | 1 - 1 - 3         | 9 - 1 - 6    | Vidéo / Stats. |
| 7/8 janvier                                                                          | Lincoln Financial Field   | @ Eagles de Philadelphie   | P, 16 - 22 | 1 - 1 - 4         | 9 - 1 - 7    | Vidéo / Stats. |
| Bilan de la saison : 9 victoires, 7 défaites, qualifié pour les séries éliminatoires |                           |                            |            |                   |              |                |

Notes :
- Les adversaires en matchs de division sont indiqués en gras dans le tableau.
- Les matchs des 15e et 18e semaines peuvent être déplacés du dimanche au samedi.

### Série éliminatoire
| Compétition       | Date       | Adversaire (rang)               | Résultat | Stade                   | Résumé NFL     | TV  |
| ----------------- | ---------- | ------------------------------- | -------- | ----------------------- | -------------- | --- |
| Tour de Wild Card | 15 janvier | @ #3 NFC Vikings du Minnesota   | 31 - 24  | U.S. Bank Stadium       | Vidéo - Stats. | Fox |
| Tour de Division  | 21 janvier | @ #1 NFC Eagles de Philadelphie | 07 - 38  | Lincoln Financial Field | Vidéo - Stats. | Fox |

## Résumé des matchs et classements de la saison régulière

### Résumé des matchs

#### Semaine de repos
| Semaine 9 : Bye Week | Semaine 9 : Bye Week | Semaine 9 : Bye Week | Semaine 9 : Bye Week | Semaine 9 : Bye Week | Semaine 9 : Bye Week | Semaine 9 : Bye Week | Semaine 9 : Bye Week | Semaine 9 : Bye Week | Semaine 9 : Bye Week | Semaine 9 : Bye Week | Semaine 9 : Bye Week | Semaine 9 : Bye Week | Semaine 9 : Bye Week | Semaine 9 : Bye Week |
| -------------------- | -------------------- | -------------------- | -------------------- | -------------------- | -------------------- | -------------------- | -------------------- | -------------------- | -------------------- | -------------------- | -------------------- | -------------------- | -------------------- | -------------------- |

### Classements NFC East
| NFC East                   | V. | D. | N. | V/D  | Div.  | Conf. | Pts+ | Pts- | S. |
| -------------------------- | -- | -- | -- | ---- | ----- | ----- | ---- | ---- | -- |
| (1) Eagles de Philadelphie | 14 | 3  | 0  | .824 | 4-2   | 9-3   | 477  | 344  | 1V |
| (5) Cowboys de Dallas      | 12 | 5  | 0  | .706 | 4-2   | 5-4   | 467  | 342  | 1D |
| (6) Giants de New York     | 9  | 7  | 1  | .559 | 1-4-1 | 4-7-1 | 365  | 271  | 1D |
| Commanders de Washington   | 8  | 8  | 1  | .500 | 2-3-1 | 5-6-1 | 321  | 343  | 1V |

### Classement de la NFC
| No                                          | Franchise                     | Division | V  | D  | N | V/D  | Div   | Conf  | Pt + | Pt - | Dif  | Série |
| ------------------------------------------- | ----------------------------- | -------- | -- | -- | - | ---- | ----- | ----- | ---- | ---- | ---- | ----- |
| Leader de division                          |                               |          |    |    |   |      |       |       |      |      |      |       |
| 1                                           | z – Eagles de Philadelphie    | East     | 14 | 3  | 0 | .824 | 4-2   | 9-3   | 477  | 344  | +67  | 1V    |
| 2                                           | y – 49ers de San Francisco    | West     | 13 | 4  | 0 | .765 | 6-0   | 10-2  | 450  | 277  | +173 | 10V   |
| 3                                           | y – Vikings du Minnesota      | North    | 13 | 4  | 0 | .765 | 4-2   | 8-4   | 424  | 427  | -3   | 1V    |
| 4                                           | y – Buccaneers de Tampa Bay   | South    | 8  | 9  | 0 | .471 | 4-2   | 8-4   | 313  | 358  | -45  | 1D    |
| Wild Cards                                  |                               |          |    |    |   |      |       |       |      |      |      |       |
| 5                                           | Cowboys de Dallas             | East     | 12 | 5  | 0 | .706 | 4-2   | 8-4   | 467  | 342  | +125 | 1D    |
| 6                                           | Giants de New York            | East     | 9  | 7  | 1 | .559 | 1-4-1 | 4-7-1 | 365  | 371  | -6   | 1D    |
| 7                                           | Seahawks de Seattle           | West     | 9  | 8  | 0 | .529 | 4-2   | 6-6   | 407  | 401  | +6   | 2V    |
| Non qualifiés pour les séries éliminatoires |                               |          |    |    |   |      |       |       |      |      |      |       |
| 8                                           | Lions de Détroit              | North    | 9  | 8  | 0 | .529 | 5-1   | 7-5   | 453  | 427  | -26  | 2V    |
| 9                                           | Commanders de Washington      | East     | 8  | 8  | 1 | .500 | 2-3-1 | 5-6-1 | 321  | 343  | -22  | 1V    |
| 10                                          | Packers de Green Bay          | North    | 8  | 9  | 0 | .471 | 3-3   | 6-6   | 370  | 371  | -1   | 1D    |
| 11                                          | Panthers de la Caroline       | South    | 7  | 10 | 0 | .412 | 4-2   | 6-6   | 347  | 374  | +27  | 1V    |
| 12                                          | Saints de La Nouvelle-Orléans | South    | 7  | 10 | 0 | .412 | 2-4   | 5-7   | 330  | 345  | -15  | 1D    |
| 13                                          | Falcons d'Atlanta             | South    | 7  | 10 | 0 | .412 | 2-4   | 6-6   | 365  | 386  | -21  | 2V    |
| 14                                          | Rams de Los Angeles           | North    | 5  | 12 | 0 | .294 | 1-5   | 3-9   | 307  | 384  | +77  | 2D    |
| 15                                          | Cardinals de l'Arizona        | West     | 4  | 13 | 0 | .235 | 1-5   | 3-9   | 340  | 449  | -109 | 7D    |
| 16                                          | Bears de Chicago              | West     | 3  | 14 | 0 | .176 | 0-6   | 1-11  | 326  | 463  | -237 | 10D   |

## Récompenses individuelles
| Joueur            | Semaine     | Trophée                                         |
| ----------------- | ----------- | ----------------------------------------------- |
| Saquon Barkley    | 1re semaine | Meilleur joueur offensif de la NFC              |
| Graham Gano       | 2e semaine  | Meilleur joueur des équipes spéciales de la NFC |
| Daniel Jones      | 7e semaine  | Meilleur joueur offensif de la NFC              |
| Kayvon Thibodeaux | 15e semaine | Meilleur joueur défensif de la NFC              |

## Liens Externes
- (en) Officiel des Giants de New York
- (en) Officiel de la NFL